# Sportpark Leeuwarderweg
Sportpark Leeuwarderweg (bouwjaar 1928) is een sportpark in het noorden van de stad Sneek en een van de rijksmonumenten in de gemeente Súdwest-Fryslân.

## Historie
Het sportcomplex werd ontworpen door de Sneker gemeentearchitect Jan de Kok. Op 8, 9 en 11 september 1928 werd het officieel in gebruik genomen. Het sportpark is vernoemd naar de naast gelegen doorgaande weg richting Leeuwarden, de Leeuwarderweg. De grond voor het nieuwe sportpark werd indertijd beschikbaar gesteld door het Old Burger Weeshuis uit Sneek. Deze organisatie financierde ook de bouw van het restaurant, de kleedkamers, de directiekamer en tribune. De gebouwen zijn allemaal ontworpen in de stijl van de Amsterdamse School. De tribune van het sportterrein aan de Leeuwarderweg is in 1999 voor ongeveer anderhalf miljoen gulden gerestaureerd en werd op 14 september 1999 aangewezen als rijksmonument. Het tribunegebouw is volgens kenners uniek binnen de Amsterdamse School. Ook de toegangspoort, met twee gespiegelde kassahokjes, werd aangewezen als een rijksmonument.

### Tweede Wereldoorlog
De Duitsers maakten in de oorlogsjaren hardnekkig jacht op alle mannen beneden de leeftijd van 50 jaar. Tijdens een door 10.000 mensen bezochte wedstrijd tussen het Noordelijk elftal en het Westelijk elftal op 21 mei 1944 hielden de Duitsers een razzia op Sportpark Leeuwarderweg, waarbij 21 jonge mannen werden opgepakt.

## LSC 1890
Sinds de beginjaren van het sportpark maakt voetbalvereniging LSC 1890 gebruik van de velden. Oorspronkelijk maakte de vereniging, een fusieclub van verenigingen Lycurgus en Sparta, gebruik van het voetbalveld waar de huidige Veemarkt staat. Dit veld moest echter wijken voor de dagelijkse veehandel, waardoor in 1928 een verhuizing naar het Sportpark Leeuwarderweg werd gerealiseerd.